# Marija Grinberg
Marija Izrailewna Grinberg (ros. Mария Израилевна Гринберг, ur. 24 sierpnia?/6 września 1908 w Odessie, zm. 14 lipca 1978 w Tallinnie) – rosyjska pianistka i pedagog muzyczna. 
Jej ojciec a także mąż (Stanisław Ryszard Stande, działacz KPP) zostali straceni przez NKWD w 1937 w okresie wielkiego terroru w ZSRR ona sama została zwolniona z filharmonii, w której pracowała od 1932. W 1961 roku otrzymała tytuł Zasłużonego Artysty Federacji Rosyjskiej. Jej grę cenił m.in.Dmitrij Szostakowicz, którego utwory wykonywała. 